# 渔光曲

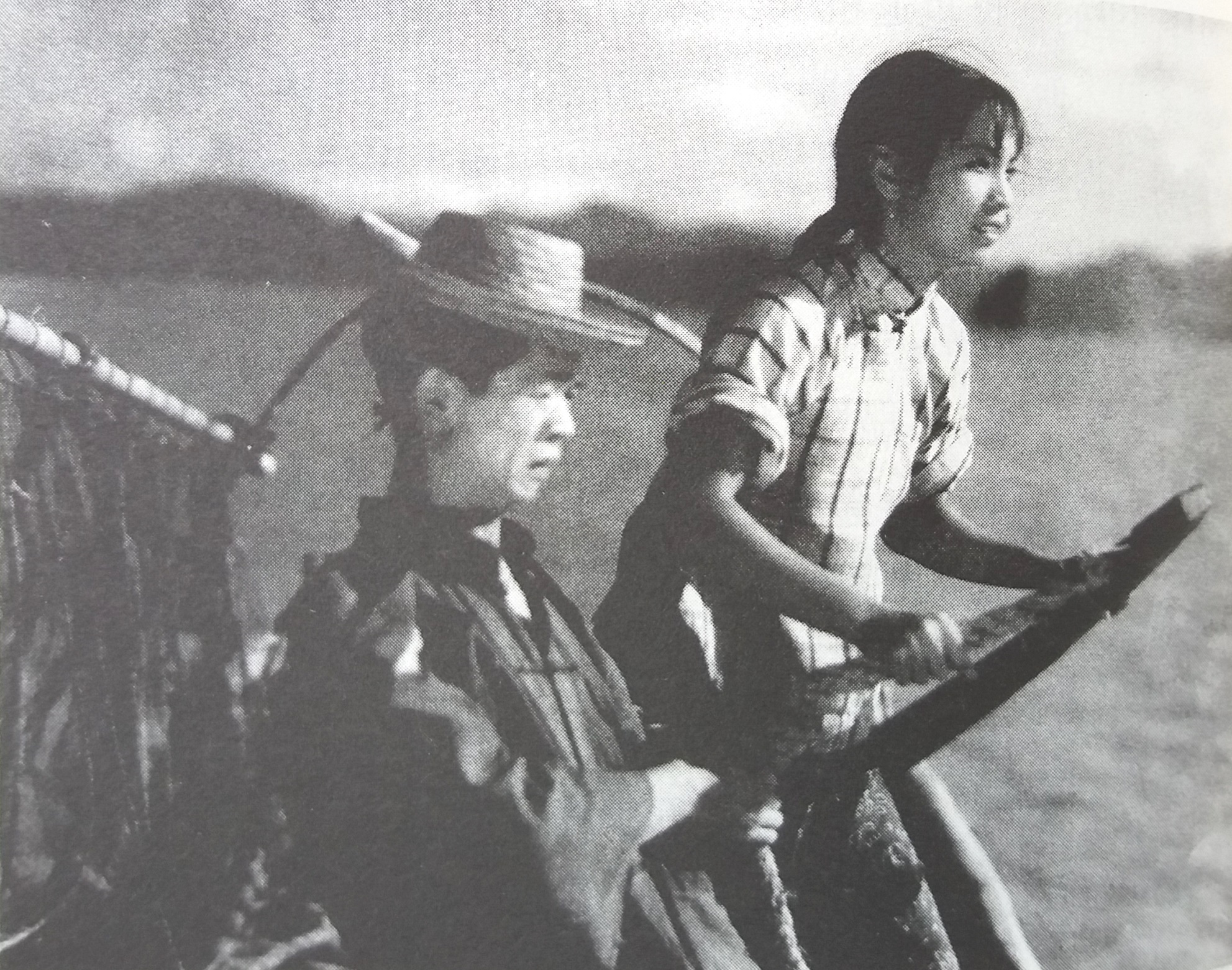
《渔光曲》剧照

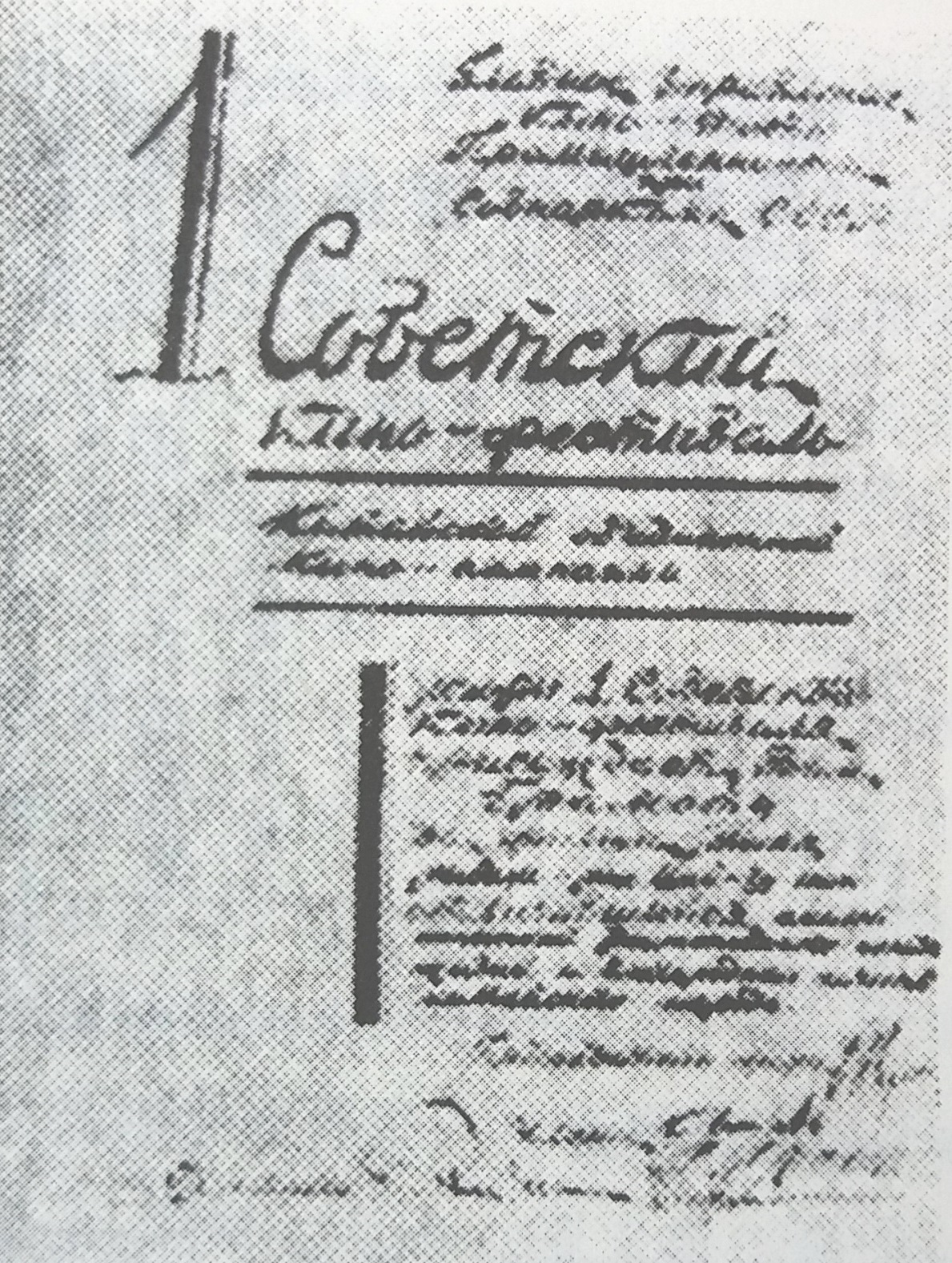
《渔光曲》获奖证书

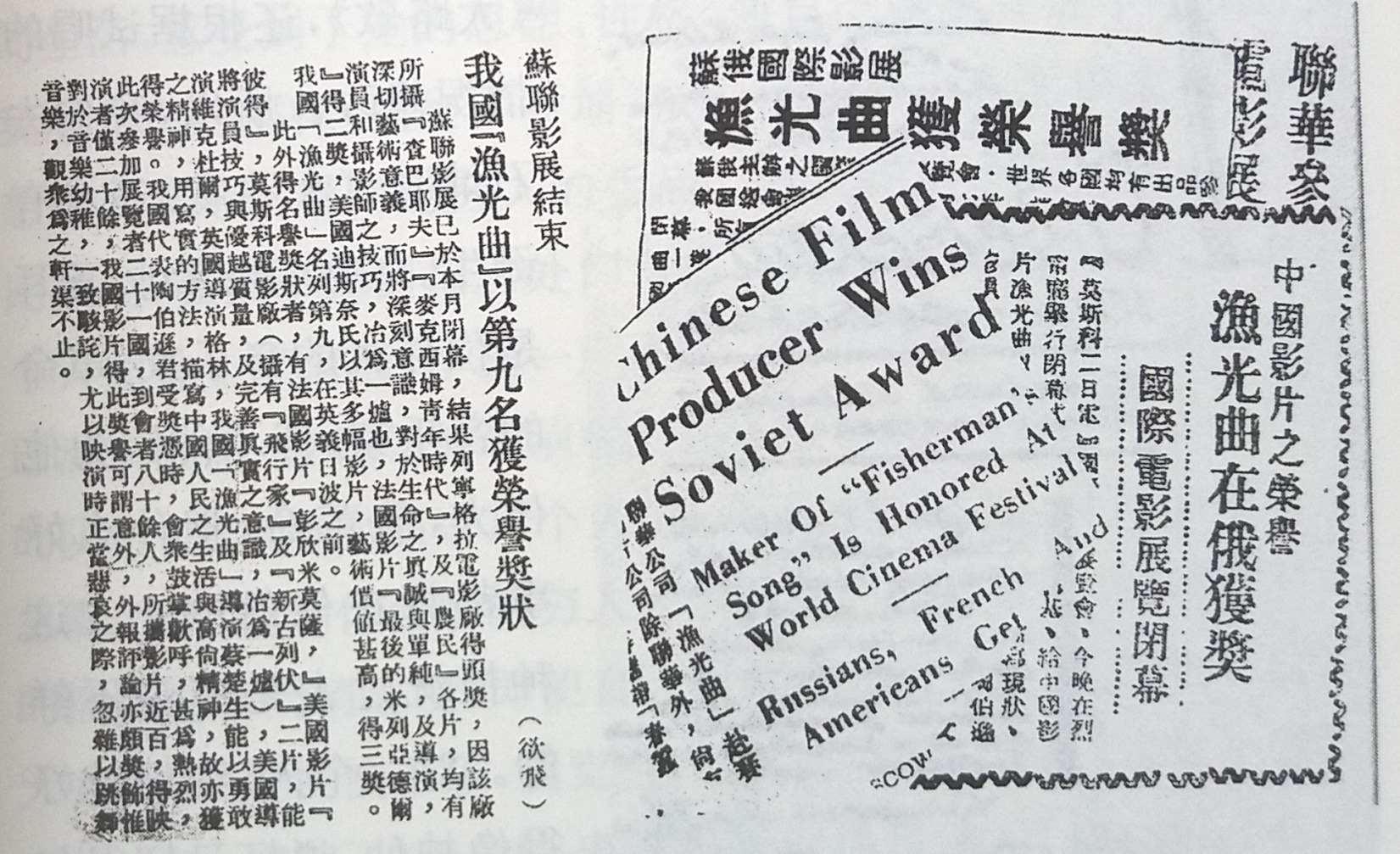
《渔光曲》获奖报道

《渔光曲》是1930年代中華民國的代表作品之一，是第一部在国际电影节上获奖的中華民國故事影片，以该片为代表的中国早期左翼电影关注社会底层，将他们凄惨的生活艺术化地展现在世人面前。作为中華民國最早的有声影片之一，《渔光曲》在金城大戏院上映后颇受欢迎，曾经创造了连续放映84天的记录，该片同名主题曲也成为传唱大街小巷的流行歌曲。

## 情节介绍
渔民徐福有一对孪生子女小猫和小猴，徐福出海打渔遇风暴丧命，为了还债，徐妈只好抛下一对子女到船王何仁斋家做奶妈，后由于失手打破何家古董被解雇，不久失明。何家少爷子英与小猫、小猴一起长大，成为朋友。
十年之后，小猫、小猴仍然租赁何家渔船打鱼，而子英则准备出国留学主修渔业，临行前三人聚会，何子英发誓留洋回来要改良中国渔业。子英走后，何仁斋与外国人合资开办了渔业公司，这使得徐家的生活愈加困难，由于打鱼生活难以為继，他们退掉渔船，带着母亲投奔上海的舅舅，在上海小猴小猫跟随舅舅以卖唱为生，卖唱途中他们遇到留学回国的何子英，子英出于同情赠与他们一百元，但这一百元却令小猫、小猴被诬抢劫而锒铛入狱，出狱后徐家发生火灾，徐妈和舅舅葬身火海，小猫小猴无家可归。
两姐弟只得返回老家重新开始打鱼生计。同时，由于经理卷款潜逃，令何家的渔业公司破产，何仁斋自杀身亡，何子英放弃了他的雄心壮志，来到小猫小猴的渔船，与两姐弟一起打鱼为生。不幸再次发生，体弱的小猴在渔船上受到重伤，生命垂危，在生命的最后时刻，小猴要求姐姐再为他唱一曲《渔光曲》。

## 演員

### 徐家
| 角色   | 演員   | 備註 |
| ------ | ------ | --- |
| 徐 母  | 王桂林 | 徐福之母親，在小貓小猴幼年時因病過世。 |
| 徐 福  | 傅憶秋 | 小貓、小猴之父親，東海漁民。為了一對剛出生的雙胞胎兒女，冒險出海，不幸葬身海底。                                                                                                 |
| 徐 妻  | 湯天綉 | 小貓、小猴之母親，在東海漁主何仁齋家當奶媽及幫傭，在聽到婆婆病危的消息後，不慎打翻何家古董，被何家趕走。在小貓小猴成年後，因土匪搶劫，受到驚嚇，雙目失明。後在上海家中死於火海。 |
| 徐小貓 | 嚴曉圓 | 幼年，徐小猴之雙胞胎妹妹，擁有一副好嗓子，尤唱〈漁光曲〉。兄妹倆與何子英從小一起長大，感情要好。                                                                                 |
| 徐小貓 | 王人美 | 成年，聰明活潑。與哥哥一起租了何家的漁船，繼承父業。後因亂世，舉家逃到上海投靠舅舅，卻因何子英的好心接濟而含冤入獄。最後唱著〈漁光曲〉看著哥哥昏迷過世。                         |
| 徐小猴 | 施仁傑 | 幼年，徐小貓之雙胞胎哥哥。兄妹倆與何子英從小一起長大，感情要好。 |
| 徐小猴 | 韩兰根 | 成年，有點癡呆。與妹妹一起租了何家的漁船，繼承父業。後因亂世，舉家逃到上海投靠舅舅，卻因何子英的好心接濟而含冤入獄。最後因當船工積勞成疾，在小貓〈漁光曲〉的歌聲下含笑而逝。     |
| 舅 舅  | 裴逸葦 | 小貓、小猴之舅舅，街頭賣唱為生。後在上海家中死於火海。 |

### 何家
| 角色   | 演員   | 備註 |
| ------ | ------ | --- |
| 何仁齋 | 尚冠武 | 何子英之父親，後因梁月舟和薛琦雲舞弊而破產，自殺身亡。                                                                                           |
| 何 妻  | 王默秋 | 何子英之母親。 |
| 何子英 | 錢 鏜  | 幼年，何仁齋之子，與小貓和小猴從小一起長大，感情要好。喜歡聽小貓唱〈漁光曲〉。                                                                   |
| 何子英 | 罗 朋  | 成年，出國學習漁業，滿懷壯志欲改良中國的漁業，豈料先是間接使小貓小猴被誣賴入獄，後目睹父親因漁業公司破產而自殺，最後跟著小貓小猴一起到海上捕魚。 |
| 薛琦雲 | 談 瑛  | 交际花，何仁齋在上海娶的姨太太，後與梁月舟狼狽為奸，導致何仁齋的漁業公司倒閉，與梁月舟逃之夭夭。                                                 |
| 梁月舟 | 袁叢美 | 日本商行的奴才，後與薛琦雲狼狽為奸，導致何仁齋的漁業公司倒閉，與薛琦雲逃之夭夭。                                                                 |

### 其他
| 角色   | 演員   | 備註 |
| ------ | ------ | ---- |
| 鄰 婦  | 陳太太 |      |
| 二 爺  | 洪警鈴 |      |
| 鄰 老  | 宋耀庭 |      |
| 洋顧問 | 邢少梅 |      |

## 其他人员
- 主题曲作词：安娥
- 主题曲作曲：任光

## 文化影响
《渔光曲》以两个渔家孩子的生活为线索，讲述了贫苦渔民的悲惨生活，折射出当时中国城市和农村的社会生活景像。影片故事情节动人，画面编排精练，格调凄婉压抑，节奏缓慢抒情，通观全片完全脱离了中国传统戏曲的影响，整体风格迥异于以往的中国电影，开创了中国现实主义电影的先河，在这部电影之后陆续诞生了一系列关注社会生活的左翼现实主义电影。
1935年2月21日，《渔光曲》在莫斯科举行的国际电影节上获得“荣誉奖”，成为中国第一部在国际上获奖的影片，这也使本片编导蔡楚生一跃成为世界性的电影艺术家。
《渔光曲》不仅在艺术上取得成功，在商业上也取得了空前的成功，在1934年的上海，渔光曲一片连续播放了长达84天，其中在上海金城大剧院的首轮放映竟然长达40多天，许多人反复走进影院欣赏这部凄婉的悲剧故事，以至一票难求。
这部影片的同名主题曲由著名音乐家任光谱曲，旋律悠扬，情绪哀怨悲愤，哀婉凄苦，至今仍有歌手翻唱，依然打动人心，受人喜爱。加之《渔光曲》是中国较早几部有声电影之一，因而这支电影音乐颇受欢迎，唱片销售量高达数十万张，自渔光曲之后，电影音乐成为中国电影和中国音乐重要的组成部分，陆续出现了《大路歌》《毕业歌》《天涯歌女》《义勇军进行曲》等优秀电影歌曲。

## 《渔光曲》插曲歌词
云儿飘在海空，鱼儿藏在水中。

早晨太阳里晒鱼网，迎面吹过来大海风。

潮水升，浪花涌，鱼船儿飘飘各西东。

轻撒网，紧拉绳，烟雾里辛苦等鱼踪。

鱼儿难捕租税重，捕鱼人儿世世穷。

爷爷留下的破鱼网，小心再靠它过一冬。

东方现出微明，星儿藏入天空。

早晨鱼船儿返回程，迎面吹过来送潮风。

天已明，力已尽，眼望着渔村路万重。

腰已酸，手也肿，捕得了鱼儿腹内空。

鱼儿捕得不满筐，又是东方太阳红。

爷爷留下的破鱼船，小心还靠它过一冬。

## 參看
- 电影目录